# Тего Куюмджиев
Тего Иванов Куюмджиев е български комунист, деец на Българската комунистическа партия и ВМРО (обединена).

## Биография
Тего Куюмджиев е роден на 15 март 1900 година в неврокопското село Либяхово, което тогава е в Османската империя. Син е на дееца на левицата във ВМОРО Иван Коюмджиев. Член е на БКП от 1919 година.
По време на Септемврийското въстание в 1923 година на два пъти е арестуван. Втория път обявява гладна стачка и след 11 дни е освободен. Пет пъти е правен опит за убийството му от дейци на ВМРО. При петия опит по време на Горноджумайските събития на 24 септември 1924 година заедно с Димитър Арнаудов емигрира в Гърция.
В Солун работи като хамалин и е член на специална група за връзка с ЦК на БКП и пренася нелегално оръжие и литература. Поддържа връзки с другите политически емигранти в Гърция – Тодор Грудов, Сотир Атанасов Захариев - Чикото, Алекси Величков.
В 1929 година заминава за Цариград, където са Димитър Арнаудов, Димитър и Никола Хаджиеви, Тодор Николов Хаджиев и Яне Богатинов. Запознава се с Михаил Герджиков, който го привлича във ВМРО (обединена) и заедно с дърводелците Георги и Иван Самарджиеви от Горно Броди, Кузма Пеков и други става част от Цариградския комитет на организацията.
В 1931 година по нареждане на Владимир Поптомов заминава за Берлин. По-късно емигрира в СССР. Работи в Совхоз №2 край Москва и заедно с Велико Бояджиев е редактор на многотиражката „Сталинская правда“. Става инспектор по обучението на възрастното население, а после политинспектор в Москва. През войната е изпратен от Международната организация за подпомагане на революционерите в Казахската ССР като заместник-председател на Областния комитет на организацията в Семипалатинск.
След Деветосептемврийския преврат се завръща в България и в края на 1950-те е дипломат в Турция. Между 1945 и 1950 г. е на работа в Околийския комитет на БКП в Гоце Делчев. От 1950 до 1956 г. е председател на Окръжния комитет на ОФ за Благоевград. От 1956 до 1964 година работи в министерството на външните работи. Умира през 1980 г.